# Shin Kwang-hoon
Shin Kwang-hoon (en coreano: 신광훈; Mungyeong, Gyeongsang del Norte, 18 de marzo de 1987) es un futbolista surcoreano que juega en la demarcación de lateral para el Pohang Steelers de la K League Classic.

## Biografía
Debutó como futbolista en 2006 con el Pohang Steelers. Jugó en el club durante tres temporadas, jugando un total de trece partidos de liga, y ganando la K League Classic en 2007, y la K League Classic en 2008. Tras su poca participación en el club, se fue en calidad de cedido por dos temporadas al Jeonbuk Hyundai Motors, haciéndose con la K League Classic en 2009. Después de jugar 33 partidos de liga y tres de copa, volvió tras cesión en 2010 al Pohang Steelers, donde tuvo una mayor participación con el club, jugando 169 partidos hasta la temporada 2013/2014, ganando además otra K League Classic y dos Korean FA Cup.

## Selección nacional
Ha disputado un total de cinco partidos con la selección de fútbol de Corea del Sur. Debutó el 15 de agosto de 2012 en un partido amistoso contra Zambia. Además disputó la Copa Mundial de Fútbol Sub-20 de 2007 —quedando eliminado en la fase de grupos— y los Juegos Olímpicos de Pekín 2008, corriendo la misma suerte que en el mundial sub-20 tras ganar un partido de los tres encuentros de la fase de grupos.

## Clubes
| Rendimiento   | Rendimiento            | Rendimiento   | Liga     | Liga  | Copa     | Copa    | Copa de la liga | Copa de la liga | Continental | Continental | Total    | Total |
| Temporadas    | Club                   | Liga          | Partidos | Goles | Partidos | Goles   | Partidos        | Goles           | Partidos    | Goles       | Partidos | Goles |
| Corea del Sur | Corea del Sur          | Corea del Sur | Liga     | Liga  | KFA Cup  | KFA Cup | Copa de la liga | Copa de la liga | Asia        | Asia        | Total    | Total |
| ------------- | ---------------------- | ------------- | -------- | ----- | -------- | ------- | --------------- | --------------- | ----------- | ----------- | -------- | ----- |
| 2006          | Pohang Steelers        | K League      | 5        | 0     | 1        | 0       | 5               | 1               | -           | -           | 11       | 1     |
| 2007          | Pohang Steelers        | K League      | 2        | 0     | 2        | 0       | 3               | 1               | -           | -           | 7        | 1     |
| 2008          | Pohang Steelers        | K League      | 4        | 0     | 0        | 0       | 0               | 0               | 2           | 0           | 6        | 0     |
| 2008          | Jeonbuk Hyundai Motors | K League      | 15       | 0     | 1        | 0       | 4               | 1               | -           | -           | 20       | 1     |
| 2009          | Jeonbuk Hyundai Motors | K League      | 11       | 0     | 1        | 0       | 3               | 0               | -           | -           | 15       | 0     |
| 2010          | Jeonbuk Hyundai Motors | K League      | 7        | 0     | 1        | 0       | 5               | 0               | 6           | 0           | 19       | 0     |
| 2010          | Pohang Steelers        | K League      | 8        | 0     | 0        | 0       | 0               | 0               | 1           | 0           | 9        | 0     |
| 2011          | Pohang Steelers        | K League      | 25       | 1     | 3        | 0       | 1               | 0               | -           | -           | 29       | 1     |
| 2012          | Pohang Steelers        | K League      | 37       | 0     | 5        | 0       | -               | -               | 4           | 0           | 46       | 0     |
| 2013          | Pohang Steelers        | K League      | 33       | 0     | 5        | 0       | -               | -               | 4           | 0           | 42       | 0     |
| 2014          | Pohang Steelers        | K League      | 33       | 3     | 2        | 0       | -               | -               | 8           | 0           | 43       | 3     |
| Total         | Total                  | Total         | 180      | 4     | 21       | 0       | 21              | 3               | 25          | 0           | 246      | 7     |

## Palmarés

### Campeonatos nacionales
| Título           | Club                   | País          | Año  |
| ---------------- | ---------------------- | ------------- | ---- |
| K League Classic | Pohang Steelers        | Corea del Sur | 2007 |
| Korean FA Cup    | Pohang Steelers        | Corea del Sur | 2008 |
| K League Classic | Jeonbuk Hyundai Motors | Corea del Sur | 2009 |
| Korean FA Cup    | Pohang Steelers        | Corea del Sur | 2012 |
| K League Classic | Pohang Steelers        | Corea del Sur | 2013 |
| Korean FA Cup    | Pohang Steelers        | Corea del Sur | 2013 |
| Korean FA Cup    | Pohang Steelers        | Corea del Sur | 2023 |
| Korean FA Cup    | Pohang Steelers        | Corea del Sur | 2024 |